# Wahlen zum Senat der Vereinigten Staaten 1818 und 1819
Die Wahlen zum Senat der Vereinigten Staaten 1818 und 1819 zum 16. Kongress der Vereinigten Staaten fanden zu verschiedenen Zeitpunkten statt. Es waren die Halbzeitwahlen (engl. midterm election) in der Mitte von James Monroes erster Amtszeit. Vor der Verabschiedung des 17. Zusatzartikels wurden die Senatoren nicht direkt gewählt, sondern von den Parlamenten der Bundesstaaten bestimmt.
Zur Wahl standen die 13 Sitze der Senatoren der Klasse III, die 1812 und 1813 für eine Amtszeit von sechs Jahren gewählt worden oder später nachgerückt waren, sowie der Klasse-III-Sitz von Illinois. 1818 fanden zusätzlich für einen dieser Sitze sowie drei der anderen beiden Klassen Nachwahlen statt, Illinois wählte zwei Republikaner als seine ersten beiden Senatoren. Bis auf diese änderte sich nichts an der parteipolitischen Zusammensetzung des Senats.
Von den 14 regulär zur Wahl stehenden Sitzen waren elf von Republikanern, die heute meist als Demokraten-Republikaner bezeichnet werden, und drei von Föderalisten besetzt. Fünf republikanische Amtsinhaber wurden wiedergewählt, sechs weitere Sitze hielten die Republikaner. Einen Sitz verloren die Föderalisten an die Republikaner, zwei weitere verloren sie, da die Parlamente in Maryland und New York nicht gewählt hatten, ein Föderalist starb im April 1819. Damit vergrößerte sich die Mehrheit der Republikaner, die am Ende des 15. Kongresses bei 28 gegen zwölf Föderalisten und zwei vakanten Sitzen gelegen hatte, bis zum Beginn der ersten regulären Tagungsperiode des Kongresses auf 29 Republikaner gegen acht Föderalisten und fünf vakante Sitze. Einige Tage nach Beginn der Sitzungsperiode konnten die Republikaner vier der vakanten Sitze sowie die beiden ersten Sitze von Alabama besetzen und hatten damit 35 Senatoren.

## Übersicht

### Wahlen während des 15. Kongresses
Die Gewinner dieser Wahlen wurden vor dem 4. März 1819 in den Senat aufgenommen, also während des 15. Kongresses.
| Staat         | Amtierender Senator     | Partei       | Nachwahl   | Datum         | Ergebnis                   | Neuer Senator     |
| ------------- | ----------------------- | ------------ | ---------- | ------------- | -------------------------- | ----------------- |
| Georgia       | George Troup            | Republikaner | Klasse II  | 7. Nov. 1818  | von Republikanern gehalten | John Forsyth      |
| Illinois      | neuer Staat             | neuer Staat  | Klasse II  | 7. Okt. 1818  | Zugewinn Republikaner      | Jesse B. Thomas   |
| Illinois      | neuer Staat             | neuer Staat  | Klasse III | 7. Okt. 1818  | Zugewinn Republikaner      | Ninian Edwards    |
| Louisiana     | William C. C. Claiborne | Republikaner | Klasse II  | 12. Jan. 1818 | von Republikanern gehalten | Henry Johnson     |
| Massachusetts | Eli P. Ashmun           | Föderalist   | Klasse I   | 5. Juni 1818  | von Föderalisten gehalten  | Prentiss Mellen   |
| Vermont       | James Fisk              | Republikaner | Klasse III | 20. Okt. 1818 | von Republikanern gehalten | William A. Palmer |

- Republikaner bezeichnet Angehörige der heute meist als Demokratisch-Republikanische Partei oder Jeffersonian Republicans bezeichneten Partei.

### Wahlen zum 16. Kongress
Die Gewinner dieser Wahlen wurden am 4. März 1819 in den Senat aufgenommen, also bei Zusammentritt des 16. Kongresses. Alle Sitze dieser Senatoren gehören zur Klasse III.
| Staat          | Amtierender Senator       | Partei       | Datum          | Ergebnis                   | Neuer Senator       |
| -------------- | ------------------------- | ------------ | -------------- | -------------------------- | ------------------- |
| Connecticut    | David Daggett             | Föderalist   | 22. Okt. 1818  | Zugewinn Republikaner      | James Lanman        |
| Georgia        | Charles Tait              | Republikaner | 11. Nov. 1818  | von Republikanern gehalten | John Elliott        |
| Illinois       | Ninian Edwards            | Republikaner | Feb. 1819      | wiedergewählt              | Ninian Edwards      |
| Indiana        | Waller Taylor             | Republikaner | 16. Dez. 1818  | wiedergewählt              | Waller Taylor       |
| Kentucky       | Isham Talbot              | Republikaner | 17. Dez. 1818  | von Republikanern gehalten | William Logan       |
| Louisiana      | Eligius Fromentin         | Republikaner | 11. Jan. 1819  | von Republikanern gehalten | James Brown         |
| Maryland       | Robert Henry Goldsborough | Föderalist   | 1818 oder 1819 | Verlust Föderalisten       | vakant              |
| New Hampshire  | Clement Storer            | Republikaner | 1818           | von Republikanern gehalten | John Fabyan Parrott |
| New York       | Rufus King                | Föderalist   | 1818 oder 1819 | Verlust Föderalisten       | vakant              |
| North Carolina | Nathaniel Macon           | Republikaner | 1818           | wiedergewählt              | Nathaniel Macon     |
| Ohio           | Jeremiah Morrow           | Republikaner | 30. Jan. 1819  | von Republikanern gehalten | William A. Trimble  |
| Pennsylvania   | Abner Lacock              | Republikaner | 8. Dez. 1818   | von Republikanern gehalten | Walter Lowrie       |
| South Carolina | John Gaillard             | Republikaner | 1818           | wiedergewählt              | John Gaillard       |
| Vermont        | William A. Palmer         | Republikaner | 20. Okt. 1818  | wiedergewählt              | William A. Palmer   |

- Republikaner bezeichnet Angehörige der heute meist als Demokratisch-Republikanische Partei oder Jeffersonian Republicans bezeichneten Partei.
- wiedergewählt: ein gewählter Amtsinhaber wurde wiedergewählt.

### Wahlen während des 16. Kongresses
Die Gewinner dieser Wahlen wurden nach dem 4. März 1819 in den Senat aufgenommen, also während des 16. Kongresses.
| Staat     | Amtierender Senator       | Partei       | Nachwahl   | Datum         | Ergebnis                   | Neuer Senator          |
| --------- | ------------------------- | ------------ | ---------- | ------------- | -------------------------- | ---------------------- |
| Alabama   | neuer Staat               | neuer Staat  | Klasse II  | 14. Dez. 1819 | Zugewinn Republikaner      | William R. King        |
| Alabama   | neuer Staat               | neuer Staat  | Klasse III | 14. Dez. 1819 | Zugewinn Republikaner      | John Williams Walker   |
| Georgia   | vakant                    | vakant       | Klasse II  | 6. Nov. 1819  | Zugewinn Republikaner      | Freeman Walker         |
| Kentucky  | vakant                    | vakant       | Klasse II  | 10. Dez. 1819 | Zugewinn Republikaner      | Richard Mentor Johnson |
| Maryland  | Alexander Contee Hanson   | Föderalist   | Klasse I   | 14. Dez. 1819 | Zugewinn Republikaner      | William Pinkney        |
| Maryland  | vakant                    | vakant       | Klasse III | 14. Dez. 1819 | Zugewinn Republikaner      | Edward Lloyd           |
| Tennessee | John Henry Eaton, ernannt | Republikaner | Klasse I   | 9. Okt. 1819  | bestätigt                  | John Henry Eaton       |
| Virginia  | John Wayles Eppes         | Republikaner | Klasse II  | 10. Dez. 1819 | von Republikanern gehalten | James Pleasants        |

- Republikaner bezeichnet Angehörige der heute meist als Demokratisch-Republikanische Partei oder Jeffersonian Republicans bezeichneten Partei.
- ernannt: Senator wurde vom Gouverneur als Ersatz für einen ausgeschiedenen Senator ernannt, Nachwahl nötig.
- bestätigt: ein als Ersatz für einen ausgeschiedenen Senator ernannter Amtsinhaber wurde bestätigt.

## Einzelstaaten
In allen Staaten wurden die Senatoren durch die Parlamente gewählt, wie durch die Verfassung der Vereinigten Staaten vor der Verabschiedung des 17. Zusatzartikels vorgesehen. Das Wahlverfahren bestimmten die Staaten selbst, es war daher von Staat zu Staat unterschiedlich. Teilweise ergibt sich aus den Quellen nur, wer gewählt wurde, aber nicht wie.
Parteien im modernen Sinne gab es zwar nicht, aber die meisten Politiker der jungen Vereinigten Staaten lassen sich im First Party System der Föderalistischen Partei zuordnen oder der Republikanischen Partei, die zur Unterscheidung von der 1854 gegründeten Grand Old Party meist als Demokratisch-Republikanische Partei oder Jeffersonian Republicans bezeichnet wird.